# Campionati italiani assoluti di scherma del 1980
I Campionati italiani assoluti di scherma del 1980 sono stati organizzati dalla Federazione Italiana Scherma e si sono svolti a Napoli in Campania.
Nel fioretto, si sono aggiudicati i titoli dei campionati italiani Angelo Scuri e Clara Mochi, entrambi alla loro prima affermazione.
Il titolo della spada è andato a Angelo Mazzoni. Nella sciabola Michele Maffei ha vinto il suo quarto titolo nazionale maschile.
Nei campionati italiani a squadre maschili il Centro Sportivo Carabinieri ha vinto il suo terzo titolo nel fioretto, mentre la Società del Giardino Milano ha vinto il tredicesimo nella spada; nella sciabola c'è stato il successo del CUS Napoli, alla quarta affermazione.
Il campionato italiano di fioretto a squadre femminili è andato per la quarta volta al Club Scherma Roma.

## Podi

### Uomini
| Specialità  | Oro                            | Argento                  | Bronzo                |
| Individuali |                                |                          |                       |
| Fioretto    | Angelo Scuri                   | -                        | -                     |
| Spada       | Angelo Mazzoni                 | -                        | -                     |
| Sciabola    | Michele Maffei                 | -                        | -                     |
| A squadre   |                                |                          |                       |
| Fioretto    | Carabinieri Mauro Numa -       | Circolo Scherma Mestre - | Club Scherma Torino - |
| Spada       | Società del Giardino Milano -  | -                        | -                     |
| Sciabola    | CUS Napoli Ferdinando Meglio - | -                        | -                     |

### Donne
| Specialità  | Oro                 | Argento | Bronzo |
| Individuali |                     |         |        |
| Fioretto    | Clara Mochi         | -       | -      |
| A squadre   |                     |         |        |
| Fioretto    | Club Scherma Roma - | -       | -      |